# Campionati europei di badminton 1984
I Campionati europei di badminton 1984 si sono svolti a Preston, in Gran Bretagna. È stata la 9ª edizione del torneo organizzato dalla Badminton Europe.

## Podi
| Evento              | Oro                             | Argento                              | Bronzo                                  |
| Singolare maschile  | Morten Frost                    | Jens Peter Nierhoff                  | Steve Baddeley                          |
| Singolare maschile  | Morten Frost                    | Jens Peter Nierhoff                  | Goran Karlsson                          |
| Singolare femminile | Helen Troke                     | Sally Podger                         | Karen Beckman                           |
| Singolare femminile | Helen Troke                     | Sally Podger                         | Kirsten Larsen                          |
| Doppio maschile     | Martin Dew and Mike Tredgett    | Morten Frost and Jens Peter Nierhoff | Billy Gilliland and Dan Travers         |
| Doppio maschile     | Martin Dew and Mike Tredgett    | Morten Frost and Jens Peter Nierhoff | Lars Wengberg and Ulf Johansson         |
| Doppio femminile    | Gillian Clark and Karen Chapman | Gillian Gilks and Karen Beckman      | Dorte Kjaer and Kirsten Larsen          |
| Doppio femminile    | Gillian Clark and Karen Chapman | Gillian Gilks and Karen Beckman      | Maria Bengtsson and Christine Magnusson |
| Doppio misto        | Martin Dew and Gillian Gilks    | Thomas Kihlström and Maria Bengtsson | Nigel Tier and Gillian Clark            |
| Doppio misto        | Martin Dew and Gillian Gilks    | Thomas Kihlström and Maria Bengtsson | Mike Tredgett and Karen Chapman         |
| Gara a Squadre      | Inghilterra                     | Danimarca                            | Svezia                                  |

## Medagliere
| Posiz. | Nazione     | Oro | Argento | Bronzo | Totale |
| ------ | ----------- | --- | ------- | ------ | ------ |
| 1      | Inghilterra | 5   | 2       | 4      | 11     |
| 2      | Danimarca   | 1   | 3       | 2      | 6      |
| 3      | Svezia      | 0   | 1       | 4      | 5      |
| 4      | Scozia      | 0   | 0       | 1      | 1      |
| Totale | Totale      | 6   | 6       | 11     | 23     |